# Nazionale maschile di cricket del Bangladesh
La nazionale di Cricket del Bangladesh, conosciuta anche col soprannome Le Tigri, è la squadra nazionale di cricket, posta sotto l'egida del Bangladesh Cricket Board. È uno dei dodici full members dell'International Cricket Council e ha partecipato a tutte le edizioni della Coppa del Mondo di cricket a partire dal 1999.

## Storia

### La nascita
Nel 1977, 5 anni dopo l'indipendenza, il Bangladesh divenne un membro associato dell'International Cricket Council (ICC).
Il Bangladesh fu una delle quindici squadre a prendere parte all'inaugurale ICC Trophy, tenutosi nel 1979, che diede ai paesi che non partecipavano ai test l'opportunità di qualificarsi per la Coppa del Mondo dello stesso anno. Il Bangladesh, capitanato da Raqibul Hasan, vinse due partite e ne perse due, non riuscendo ad andare oltre il primo turno.
Il 31 marzo 1986, il Bangladesh giocò il suo primo One Day International contro un membro effettivo dell'ICC, perdendo di 7 wickets contro il Pakistan al Tyronne Fernando Stadium di Moratuwa.
Nel 1998, battendo il Kenya, le tigri vinsero il loro primo ODI, interrompendo una striscia di 22 sconfitte consecutive, un record per l'epoca. 

### La prima qualificazione al Mondiale
Il Bangladesh ha preso parte a ciascuna delle edizioni del 1979, 1982, 1986, 1990 e 1994 dell'ICC Trophy, senza particolari successi, vincendo invece il torneo nel 1997, qualificandosi di conseguenza per la Coppa del Mondo del 1999. 
Durante quella edizione, in cui le tigri vennero eliminate ai gironi, la squadra ottenne la prima vittoria in un mondiale, battendo la Scozia e soprattutto il Pakistan, suscitano grande sorpresa tra tifosi e addetti ai lavori. La vittoria sul Pakistan, che terminò secondo dietro la nazionale dell'Australia, aiutò il Bangladesh a ottenere lo status di test playing l'anno successivo.

La mancanza di una competizione di primo livello consolidata nel paese fino a poco prima che il Bangladesh giocasse il suo debutto al Test è stata citata come una delle ragioni per cui la squadra ha lottato per adattarsi al formato più lungo del gioco.

### Ammissione ai test match
Il 13 novembre 2000, il Bangladesh giocò la sua partita inaugurale nel format test match, ospitando l'India a Dhaka. Il Bangladesh perse per nove wicket, anche se i giornalisti hanno notato che "la squadra ha superato tutte le aspettative eguagliando i suoi vicini e, a volte, persino prendendo il sopravvento"

Nell'aprile 2001 il Bangladesh ha intrapreso un tour in Zimbabwe per giocare due test e tre ODI. Lo Zimbabwe, che all'epoca era al nono posto su dieci squadre ammesse ai test match, vinse tutte e cinque le partite. Lo stesso anno il Bangladesh subì altre 6 sconfitte nei test match, quattro con lo Zimbabwe e due con la Nuova Zelanda, mentre nel 2002 perse due partite con il Bangladesh e tre con lo Sri Lanka, ottenendo un parziale di 13 sconfitte senza alcuna vittoria. Il Bangladesh perse tutte le partite dei test tra il 2002 e il 2003, raggiungendo nuovi record negativi.
La vittoria in una partita ODI (T50) tornò nel febbraio 2004, con la vittoria contro uno Zimbabwe in difficoltà, che però riuscì comunque a vincere 3 delle 4 partite giocate (2-1 ODI e 1-0 test).

Nel gennaio 2005, lo Zimbabwe organizzò un tour in Bangladesh per due test e cinque ODI. La squadra dello Zimbabwe in tournée aveva sofferto a causa di controversie tra giocatori che nel 2004 avevano portato alla sospensione temporanea del paese dal test cricket. Della squadra di 16 uomini dello Zimbabwe, solo il loro capitano aveva giocato più di nove test; il Bangladesh era la squadra più esperta. Nella prima partita, il Bangladesh si assicurò la sua prima vittoria di sempre nel test cricket, vincendo di 226 runs.

### La fine degli anni bui e dei record negativi
Durante un triangolare nell'agosto 2005 con Inghilterra e Australia, il Bangladesh vinse solo una partita su sei, con l'unica vittoria arrivata contro squadra australiana, che all'epoca era campione del mondo, in quella che Wisden descrisse come "la più grande sorpresa in 2.250 partite internazionali di un giorno".
La stagione casalinga del 2006 iniziò con la serie contro lo Sri Lanka, che registrò la sua prima vittoria contro la nazionale asiatica in assoluto nella seconda partita della serie ODI. Tuttavia il Bangladesh perse sia gli ODI che la serie di test rispettivamente per 2-1 e 2-0.

Il 17 marzo 2007, nella prima partita della Coppa del Mondo 2007, ospitata dalle Indie Occidentali, il Bangladesh si assicurò una vittoria di cinque wicket sull'India; il risultato a sorpresa innescò feste a tarda notte in Bangladesh nonostante i divieti governativi sugli assembramenti pubblici. Nelle loro rimanenti partite di girone, il Bangladesh perse contro lo Sri Lanka e sconfisse le Bermuda, il che fu sufficiente per assicurarsi la qualificazione al secondo turno mentre l'India fu eliminata. L'unica vittoria del Bangladesh nei Super Eights fu contro il Sudafrica, perdendo contro tutti gli altri, inclusa l'Irlanda, una squadra dilettantistica.

### Prime partite T20 e il fallimento del 2011
Nella 2007, in ottica di preparazione per i primi mondiali T20 il Bangladesh ha giocato due T20I in Kenya, battendo i padroni di casa kenyani e perdendo contro il Pakistan. Al mondiale il Bangladesh ha sconfitto le Indie Occidentali nella fase a gironi, qualificandosi alla fase Super 8 del torneo. Tuttavia, fu l'unica partita che le Tigri vinsero nel torneo, perdendo le quattro partite successive.
Al Campionato Mondiale Twenty20 ICC del 2009, tenutosi in Inghilterra, il Bangladesh è stato eliminato nella fase a gironi dopo aver perso entrambe le partite contro l'India e l'Irlanda. Lo stesso copione si ebbe ai Mondiali T20 2010, con la nazionale del Bangladesh che perse tutte le partite.
Nel febbraio e marzo 2011, il Bangladesh ha co-ospitato la Coppa del Mondo con India e Sri Lanka. Il Bangladesh ha perso la partita di apertura del torneo contro l'India, vincendo la seconda partita con l'Irlanda. La partita successiva è stata vinta dalle Indie Occidentali dopo aver eliminato il Bangladesh per 58 run, il punteggio più basso della squadra in ODI e un record minimo per un membro effettivo alla Coppa del Mondo. Gli autobus delle squadre delle Indie Occidentali e del Bangladesh sono stati presi a sassate mentre lasciavano il campo. Il Bangladesh venne eliminato ai gironi, concludendo il mondiale con una vittoria contro i Paesi Bassi e una sconfitta, con meno di 100 runs, contro il Sud Africa.
Nel 2012 il Bangladesh affrontò un ulteriore fallimento in una competizione internazionale, venendo eliminato ai gironi dei Mondiali T20. In seguito alla eliminazione l'allora allenatore Richard Pybus, in carica da soli 4 mesi, annunciò le dimissioni lamentando interferenze da parte della Federazione
Ai Mondiali T20 del 2014 riuscì a qualificarsi per il Super 10, battendo Afghanistan e Nepal e perdendo contro Hong Kong. Tuttavia, nella fase Super 10, il Bangladesh perse tutte e quattro le partite contro le Indie Occidentali, l'India, il Pakistan e l'Australia.

### I mondiali del 2015 e il miglioramento
Nel 2015 le Tigri prendono parte ai mondiali ODI, sconfiggendo l'Afghanistan nella prima partita e perdendo con lo Sri Lanka. Il Bangladesh si è poi qualificato per il secondo quarto di finale nella Coppa del Mondo del 2015, sconfiggendo l'Inghilterra. Nel secondo quarto di finale, l'India ha sconfitto il Bangladesh per 109 run, eliminandolo dalla Coppa del Mondo. Dopo un mondiale considerato in patria un successo, raggiungendo per la prima volta i quarti di finale, l'intera squadra ha ricevuto una grande accoglienza all'aeroporto il 22 marzo.

Il Bangladesh non è riuscito a confermare l'ottimo livello di gioco nella Coppa del Mondo T20 maschile di cricket 2016, tenutosi in India tra marzo e aprile 2016. La squadra bangladina riuscì a battere Paesi Bassi e Oman, e nonostante la sconfitta con l'Irlanda si qualificò al Super 10, perdendo tutte le partite.
Le ottime prestazioni mostrate dal Bangladesh negli ODI dalla ICC Cricket World Cup 2015, vincendo la serie ODI contro Pakistan, India e Sud Africa, lo hanno aiutato a salire dal nono al settimo posto nella classifica a squadre ODI. Grazie a ciò il Bangladesh riuscì a qualificarsi per l'ICC Champions Trophy 2017, raggiungendo le semifinali.

### Le delusioni ai mondiali
Nonostante le grandi aspettative suscitate dalla Coppa del Mondo di cricket del 2019, il Bangladesh si è classificato ottavo nella fase a gironi e non è riuscito a raggiungere le semifinali, dopo aver vinto solo tre delle nove partite.
Nella Coppa del Mondo T20 maschile di cricket 2022 le tigri hanno iniziato la loro campagna di con una sconfitta contro la Scozia per 6 run, vincendo successivamente con Oman e Papua Nuova Guinea, qualificandosi alla Super 12, perdendo però tutte le partite.

Nel 2024 il Bangladesh ottenne uno dei miglior risultati di sempre ai mondiali T20, classificandosi in 7ª posizione.
Nel 2025 il Bangladesh prende parte all'ICC Champions Trophy dal 19 febbraio al 9 marzo in Pakistan, venendo inserito nel gruppo B e venendo eliminato, terminando al terzo posto nel girone, perdendo contro l'India e la Nuova Zelanda, mentre la partita con il Pakistan non si è giocata a causa della pioggia. Dal 17 al 21 maggio il Bangladesh si reca a Sharjah per un tour di 3 partite contro gli Emirati Arabi Uniti, perdendo la serie T20 per 2-1. Tra maggio e giugno del 2025, il Bangadesh effettua un toural Gaddafi Stadium di Lahore contro il Pakistan, perdendo per 3-0 una serie di partite T20I. Nell'estate del 2025, il Bangladesh ospita la nazionale pakistana per una serie di 3 partite T20I in vista della Coppa del Mondo T20 del 2026, vinta dalla nazionale ospite di casa 2-1.

## Albo d'oro

### ICC World Test Championship
| Anno      | Round  | Pos.   | GP | W | L  | T | D |
| --------- | ------ | ------ | -- | - | -- | - | - |
| 2019-2021 | Gironi | 9/9    | 7  | 0 | 6  | 0 | 1 |
| 2021-2023 | Gironi | 9/9    | 12 | 1 | 10 | 0 | 1 |
| 2023-2025 | Gironi | 7/9    | 12 | 4 | 8  | 0 | 0 |
| 2025-2027 | TBD    | TBD    | 2  | 0 | 1  | 0 | 1 |
| Totale    | Totale | Totale | 33 | 5 | 25 | 0 | 3 |

### Coppa del Mondo di cricket
| Anno   | Round            | Pos.            | GP              | W               | L               | T               | NR              |
| ------ | ---------------- | --------------- | --------------- | --------------- | --------------- | --------------- | --------------- |
| 1975   | Non eleggibile   | Non eleggibile  | Non eleggibile  | Non eleggibile  | Non eleggibile  | Non eleggibile  | Non eleggibile  |
| 1979   | Non qualificata  | Non qualificata | Non qualificata | Non qualificata | Non qualificata | Non qualificata | Non qualificata |
| 1983   | Non qualificata  | Non qualificata | Non qualificata | Non qualificata | Non qualificata | Non qualificata | Non qualificata |
| 1987   | Non qualificata  | Non qualificata | Non qualificata | Non qualificata | Non qualificata | Non qualificata | Non qualificata |
| 1992   | Non qualificata  | Non qualificata | Non qualificata | Non qualificata | Non qualificata | Non qualificata | Non qualificata |
| 1996   | Non qualificata  | Non qualificata | Non qualificata | Non qualificata | Non qualificata | Non qualificata | Non qualificata |
| 1999   | Gironi           | 9th (12)        | 5               | 2               | 3               | 0               | 0               |
| 2003   | Gironi           | 13th (14)       | 6               | 0               | 5               | 0               | 1               |
| 2007   | Super 8          | 7th (16)        | 9               | 3               | 6               | 0               | 0               |
| 2011   | Gironi           | 9th (14)        | 6               | 3               | 3               | 0               | 0               |
| 2015   | Quarti di finale | 7th (14)        | 7               | 3               | 3               | 0               | 1               |
| 2019   | Gironi           | 8th (10)        | 9               | 3               | 5               | 0               | 1               |
| 2023   | Gironi           | 8th (10)        | 9               | 2               | 7               | 0               | 0               |
| Totale | Totale           | Totale          | 106             | 78              | 25              | 1               | 2               |

### Coppa del Mondo T20 maschile di cricket
| Anno   | Round         | Pos.        | GP          | W           | L           | T           | NR          |
| ------ | ------------- | ----------- | ----------- | ----------- | ----------- | ----------- | ----------- |
| 2007   | Super 8       | 8th (12)    | 5           | -1          | 4           | 0           | 0           |
| 2009   | Gironi        | 10th (12)   | 2           | 0           | 2           | 0           | 0           |
| 2010   | Gironi        | 10th (12)   | 2           | 0           | 2           | 0           | 0           |
| 2012   | Gironi        | 9th (12)    | 2           | 0           | 2           | 0           | 0           |
| 2014   | Secondo turno | 10th (16)   | 7           | 2           | 5           | 0           | 0           |
| 2016   | Secondo turno | 10th (16)   | 7           | 2           | 4           | 0           | 1           |
| 2021   | Secondo turno | 11th (16)   | 8           | 2           | 6           | 0           | 0           |
| 2022   | Secondo turno | 9th (16)    | 5           | 2           | 3           | 0           | 0           |
| 2024   | Super 8       | 7th (20)    | 7           | 3           | 4           | 0           | 0           |
| 2026   | Qualificata   | Qualificata | Qualificata | Qualificata | Qualificata | Qualificata | Qualificata |
| Totale | Totale        | Totale      | 44          | 12          | 31          | 0           | 1           |

### ICC Champions Trophy
| Anno   | Round                | Pos.            | GP              | W               | L               | T               | NR              |
| ------ | -------------------- | --------------- | --------------- | --------------- | --------------- | --------------- | --------------- |
| 1998   | Non eleggibile       | Non eleggibile  | Non eleggibile  | Non eleggibile  | Non eleggibile  | Non eleggibile  | Non eleggibile  |
| 2000   | Ottavi di finale     | 10th (11)       | 1               | 0               | 1               | 0               | 0               |
| 2002   | Gironi               | 11th (12)       | 2               | 0               | 2               | 0               | 0               |
| 2004   | Gironi               | 11th (12)       | 2               | 0               | 2               | 0               | 0               |
| 2006   | Turno qualificazione | 9th (12)        | 3               | 1               | 2               | 0               | 0               |
| 2009   | Non qualificata      | Non qualificata | Non qualificata | Non qualificata | Non qualificata | Non qualificata | Non qualificata |
| 2013   | Non qualificata      | Non qualificata | Non qualificata | Non qualificata | Non qualificata | Non qualificata | Non qualificata |
| 2017   | Semifinale           | 4/8             | 4               | 1               | 2               | 0               | 1               |
| 2025   | Fase a gironi        | 6/8             | 3               | 0               | 2               | 0               | 1               |
| Totale | Totale               | Totale          | 15              | 2               | 11              | 0               | 2               |

### Asia Cup
| Anno    | Round           | Pos.            | GP              | W               | L               | T               | NR              |
| ------- | --------------- | --------------- | --------------- | --------------- | --------------- | --------------- | --------------- |
| 1984    | Non qualificata | Non qualificata | Non qualificata | Non qualificata | Non qualificata | Non qualificata | Non qualificata |
| 1986    | Gironi          | 3rd (3)         | 2               | 0               | 2               | 0               | 0               |
| 1988    | Gironi          | 3rd (3)         | 3               | 0               | 3               | 0               | 0               |
| 1990–91 | Gironi          | 3rd (3)         | 2               | 0               | 2               | 0               | 0               |
| 1995    | Gironi          | 4th (4)         | 3               | 0               | 3               | 0               | 0               |
| 1997    | Gironi          | 4th (4)         | 3               | 0               | 3               | 0               | 0               |
| 2000    | Gironi          | 4th (4)         | 3               | 0               | 3               | 0               | 0               |
| 2004    | Super 8         | 4th (6)         | 5               | 1               | 4               | 0               | 0               |
| 2008    | Super 8         | 4th (6)         | 5               | 1               | 4               | 0               | 0               |
| 2010    | Gironi          | 4th (4)         | 3               | 0               | 3               | 0               | 0               |
| 2012    | Finalista       | 2nd (4)         | 4               | 2               | 2               | 0               | 0               |
| 2014    | Gironi          | 5th (5)         | 4               | 0               | 4               | 0               | 0               |
| 2016    | Finalista       | 2nd (5)         | 5               | 3               | 2               | 0               | 0               |
| 2018    | Finalista       | 2nd (6)         | 6               | 3               | 2               | 0               | 0               |
| 2022    | Gironi          | 5th (6)         | 2               | 0               | 2               | 0               | 0               |
| 2023    | Super 4         | 3rd (6)         | 5               | 3               | 2               | 0               | 0               |
| Totale  | Totale          | Totale          | 55              | 12              | 43              | 0               | 0               |

### Giochi asiatici
| Anno   | Round              | Pos.   | GP | W | L | T | NR |
| ------ | ------------------ | ------ | -- | - | - | - | -- |
| 2010   | Campione           | 1st    | 3  | 3 | 0 | 0 | 0  |
| 2014   | Medaglia di bronzo | 3rd    | 3  | 2 | 0 | 0 | 1  |
| 2022   | Medaglia di bronzo | 3rd    | 3  | 2 | 1 | 0 | '0 |
| Totale | Totale             | Totale | 9  | 7 | 1 | 0 | 1  |

### Giochi del Commonwealth
| Anno   | Round  | Pos.   | GP | W | L | T | NR |
| ------ | ------ | ------ | -- | - | - | - | -- |
| 1998   | Gironi | 14/16  | 3  | 0 | 3 | 0 | 0  |
| Totale | Totale | Totale | 3  | 0 | 3 | 0 | 0  |

## Statistiche
Partite internazionali – Bangladesh
Aggiornato al 24 luglio 2025.
| Record                  |     |     |     |   |      |
| Format                  | M   | W   | L   | T | D/NR |
| Test matches            | 154 | 23  | 112 | 0 | 19   |
| One-Day Internationals  | 449 | 161 | 278 | 0 | 10   |
| Twenty20 Internationals | 194 | 75  | 115 | 0 | 4    |

### Test match
Aggiornato al 21 giugno 2025 
| Nazionale         | P   | W  | L   | D  | T |
| ----------------- | --- | -- | --- | -- | - |
| vs Full Members   |     |    |     |    |   |
| Afghanistan       | 2   | 1  | 1   | 0  | 0 |
| Australia         | 6   | 1  | 5   | 0  | 0 |
| Inghilterra       | 10  | 1  | 9   | 0  | 0 |
| India             | 15  | 0  | 13  | 2  | 0 |
| Irlanda           | 1   | 1  | 0   | 0  | 0 |
| Nuova Zelanda     | 19  | 2  | 14  | 3  | 0 |
| Pakistan          | 15  | 2  | 12  | 2  | 0 |
| Sudafrica         | 16  | 0  | 14  | 2  | 0 |
| Sri Lanka         | 28  | 1  | 21  | 6  | 0 |
| Indie Occidentali | 22  | 5  | 15  | 2  | 0 |
| Zimbabwe          | 20  | 9  | 8   | 3  | 0 |
| Totale            | 154 | 23 | 112 | 19 | 0 |

### ODI
Aggiornato all'8 luglio 2025 
| Afghanistan          | 20  | 11  | 8   | 0 | 0  |
| Australia            | 22  | 1   | 20  | 0 | 1  |
| Inghilterra          | 25  | 5   | 20  | 0 | 0  |
| India                | 42  | 8   | 33  | 0 | 1  |
| Indie Occidentali    | 47  | 21  | 24  | 0 | 2  |
| Irlanda              | 16  | 11  | 2   | 0 | 3  |
| Nuova Zelanda        | 46  | 11  | 34  | 0 | 1  |
| Pakistan             | 39  | 5   | 34  | 0 | 0  |
| Sudafrica            | 25  | 6   | 19  | 0 | 0  |
| Sri Lanka            | 60  | 13  | 45  | 0 | 2  |
| Zimbabwe             | 81  | 51  | 30  | 0 | 0  |
| v. Associate Members |     |     |     |   |    |
| Bermuda              | 2   | 2   | 0   | 0 | 0  |
| Canada               | 2   | 1   | 1   | 0 | 0  |
| Hong Kong            | 1   | 1   | 0   | 0 | 0  |
| Kenya                | 14  | 8   | 6   | 0 | 0  |
| Paesi Bassi          | 3   | 1   | 2   | 0 | 0  |
| Scozia               | 4   | 4   | 0   | 0 | 0  |
| Emirati Arabi Uniti  | 1   | 1   | 0   | 0 | 0  |
| Totale               | 449 | 161 | 278 | 0 | 10 |

### T20I
Aggiornato al 22 luglio 2025 
| vs Full Members      |     |    |     |   |   |
| Afghanistan          | 12  | 5  | 7   | 0 | 0 |
| Australia            | 11  | 4  | 7   | 0 | 0 |
| Inghilterra          | 4   | 3  | 1   | 0 | 0 |
| India                | 17  | 1  | 16  | 0 | 0 |
| Irlanda              | 8   | 5  | 2   | 0 | 1 |
| Nuova Zelanda        | 20  | 4  | 15  | 0 | 1 |
| Pakistan             | 24  | 5  | 20  | 0 | 0 |
| Sudafrica            | 9   | 0  | 9   | 0 | 0 |
| Sri Lanka            | 20  | 7  | 13  | 0 | 0 |
| Indie Occidentali    | 19  | 8  | 9   | 0 | 2 |
| Zimbabwe             | 25  | 17 | 8   | 0 | 0 |
| v. Associate Members |     |    |     |   |   |
| Emirati Arabi Uniti  | 6   | 4  | 2   | 0 | 0 |
| Hong Kong            | 1   | 0  | 1   | 0 | 0 |
| Kenya                | 1   | 1  | 0   | 0 | 0 |
| Malaysia             | 1   | 1  | 0   | 0 | 0 |
| Nepal                | 2   | 2  | 0   | 0 | 0 |
| Paesi Bassi          | 5   | 4  | 1   | 0 | 0 |
| Oman                 | 2   | 2  | 0   | 0 | 0 |
| Papua Nuova Guinea   | 1   | 1  | 0   | 0 | 0 |
| Scozia               | 2   | 0  | 2   | 0 | 0 |
| Stati Uniti          | 3   | 1  | 2   | 0 | 0 |
| Totale               | 194 | 75 | 115 | 0 | 4 |